# Čeveljuša (Ploče)
Čeveljuša je naselje unutar mjesnog odbora Stablina u sastavu Grada Ploča, u Dubrovačko-neretvanskoj županiji. 

## Znamenitosti
- nekropola stećaka Grebine[1]

## Vanjske poveznice
- ploce.hr